# محمود مطلق‌زاده
محمود مطلق‌زاده (زاده ۲۱ اردیبهشت ۱۳۷۳ در اهواز)بازیکن فوتبال اهل ایران است که در پست هافبک برای باشگاه فوتبال فجر سپاسی در لیگ برتر خلیج فارس بازی می‌کند.